# Qamar-ol-Moluk Vaziri
Qamar-ol-Moluk Vaziri, född 1905, död 1959, var en iransk sångare. Hon blev känd som "den persiska musikens drottning".   
Hon var mezzo-sopran och blev känd för sin repertoar av persisk vokalmusik (radif-e âvâz), särskilt tasnif och tarâna. Hon debuterade 1924 och blev samma år, på Grand Hotel i Teheran, den första kvinnliga artisten i Iran att uppträda obeslöjad offentligt inför en könsblandad publik,  under en tid när nästan alla iranska kvinnor fortfarande levde i harem. 